# 普卡卡卡山 (卡哈坦博區)
10°30′09″S 76°53′41″W / 10.50250°S 76.89472°W
普卡卡卡山（Puka Qaqa），是秘魯的山峰，位於該國中南部利馬大區，由卡哈坦博省的卡哈坦博區負責管轄，屬於安地斯山脈的一部分，海拔高度4,800米。